# مكتبة كلية الثالوث

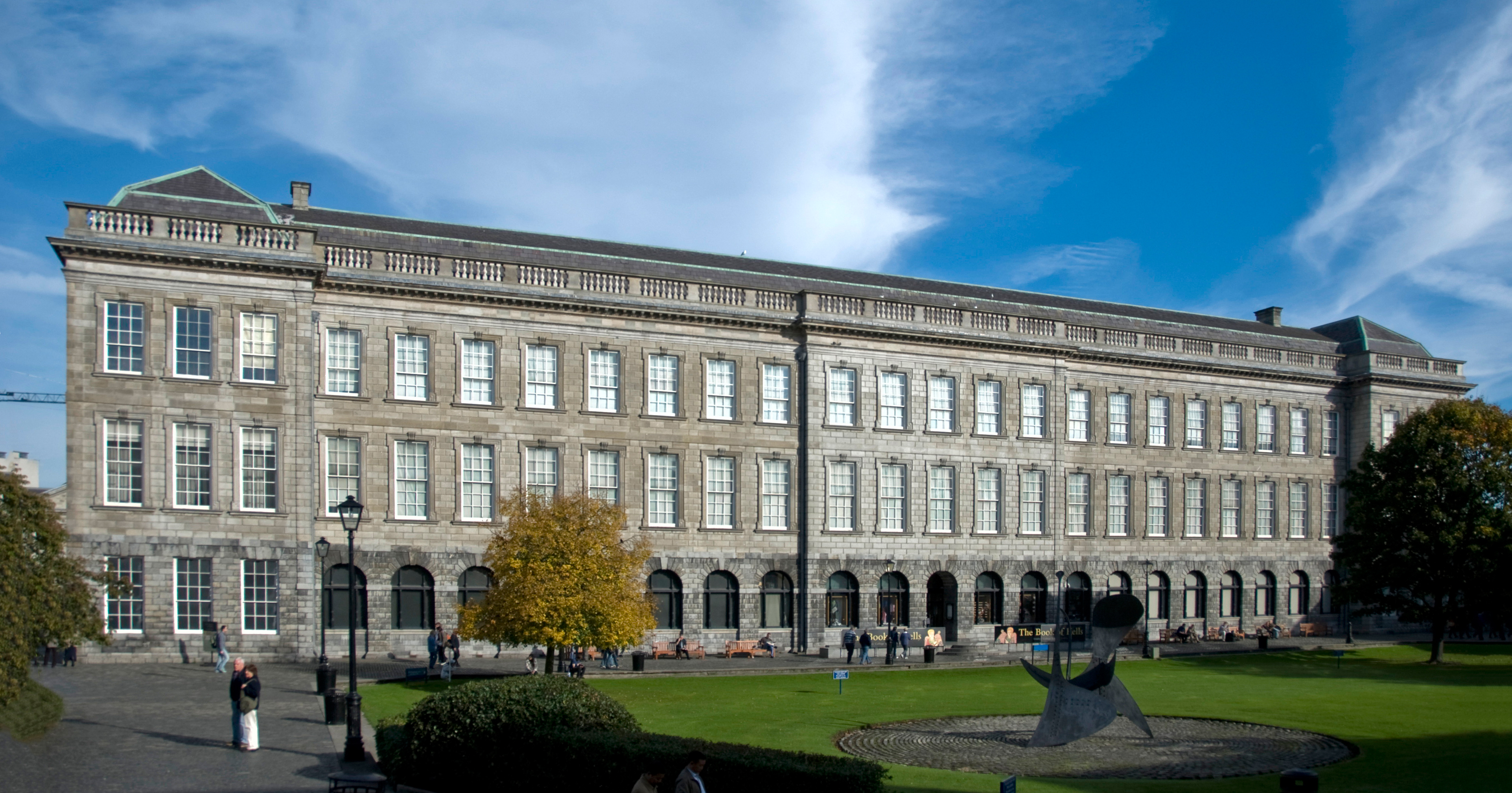
مبنى المكتبة القديم

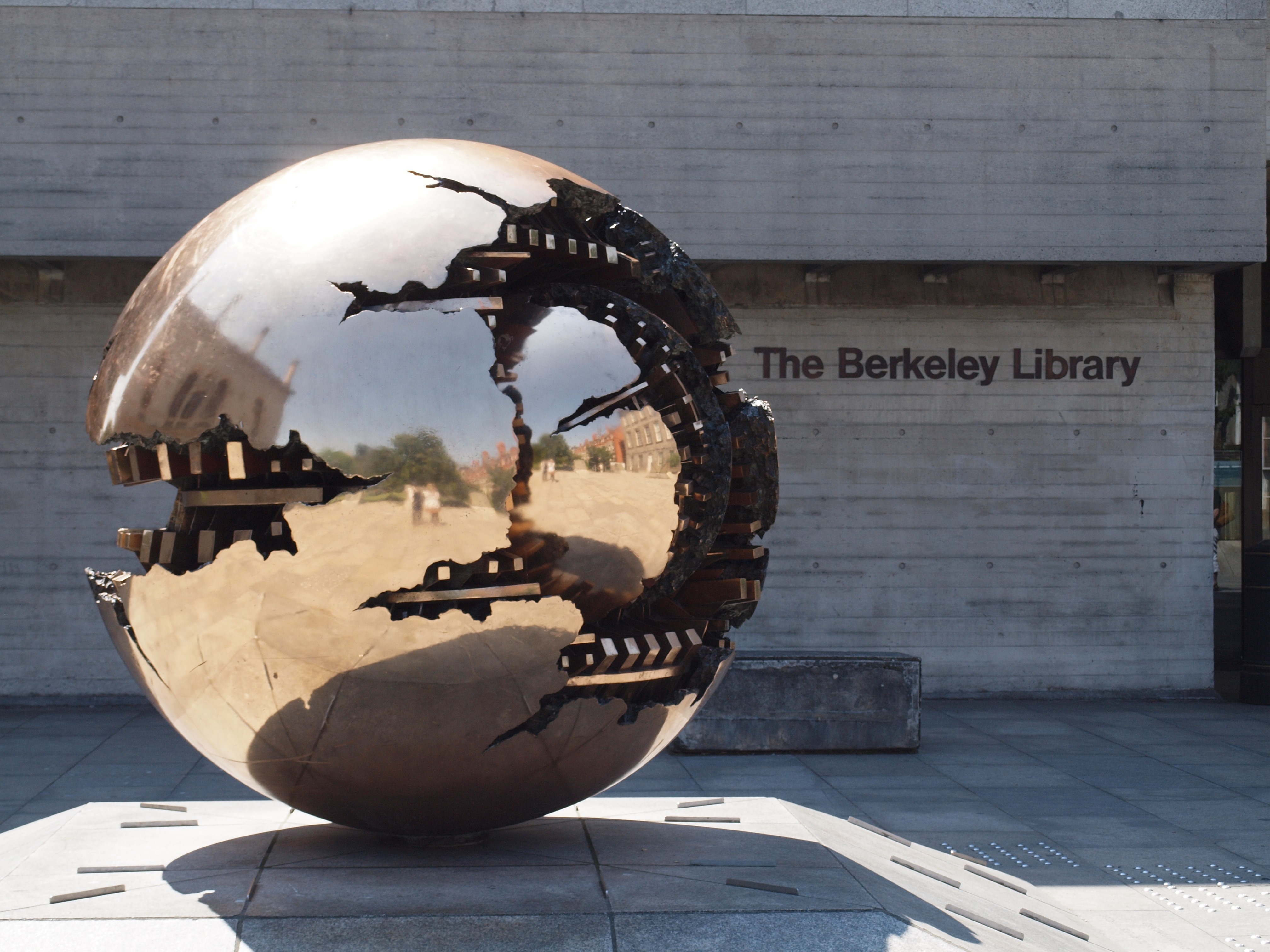
أرنالدو بومودورو - سفيرا كون سفيرا (سفير داخل سفير) في مكتبة بيركلي

مكتبة كلية الثالوث في دبلن ((بالأيرلندية: Leabharlann Choláiste na Tríonóide)) تخدم كلية الثالوث وجامعة دبلن. المكتبة هي مكتبة إيداع قانوني أو «مكتبة حقوق الطبع والنشر»، مما يعني أنه يجب على الناشرين في أيرلندا إيداع نسخة من جميع منشوراتهم هناك مجاناً. كما أنها المكتبة الأيرلندية الوحيدة التي تمتلك هذه الحقوق في المملكة المتحدة. تعد المكتبة المقر الدائم لقيثارة برايان بورو التي تعتبر رمزًا وطنياً لأيرلندا، بالإضافة إلى نسخة من إعلان الجمهورية الأيرلندية لعام 1916، ووكتاب كيلز حيث يتم هناك عرض مجلدين من المجلدات الأربعة لكتاب كيلز للعامة، أحدهما معروض على الصفحة الرئيسية المزخرفة والمجلد الآخر معروض على صفحة نصية نموذجية من الكتاب.
```
تغيير المجلدات والصفحات المعروضة بانتظام في المكتبة.
[
3
]
 يمكن لأعضاء 
جامعة دبلن
 الوصول إلى مكتبات مستشفى تالا والمدرسة الأيرلندية للمسكونية في 
ميلتاون، دبلن
.
```

## المباني التأسيسية
تحتل المكتبة العديد من المباني، ستة منها في حرم كلية الثالوث نفسها، مع جزء آخر من مركز Trinity في مستشفى سانت جيمس في دبلن.
- أقدم مبنى للمكتبة، والمعروف الآن باسم المكتبة القديمة، هو مبنى توماس بيرغ. بدأ بناؤه في عام 1712. وهو مبنى كبير استغرق بناؤه عشرين عامًا لاستكماله علة شكله الأصلي، فقد تم رفع برج له فوق الجامعة والمدينة بعد اكتماله في عام 1732. المبنى محاط حتى اليوم بمبانٍ متدرجة الحجم، تفرض وتهيمن على منظر الجامعة من شارع ناسو. يقع كتاب كيلز في المكتبة القديمة، إلى جانب كتاب دورو وغيرها من النصوص القديمة. تضم المكتبة القديمة أيضاً الغرفة الطويلة، وهي واحدة من أكبر مناطق الجذب السياحي في أيرلندا، وتحتوي على آلاف المجلدات النادرة. في القرن الثامن عشر، استلمت الكلية قيثارة برايان بورو، وهي واحدة من القيثارات الغيلية الثلاث التي بقيت من القرون الوسطى وأصبحت رمزًا وطنيًا لأيرلندا، والتي توجد الآن في المكتبة.

ما يتواجد حالياً داخل المكتبة القديمة هو:
- - الكتب المطبوعة المبكرة والمجموعات الخاصة.
  - المخطوطات والمحفوظات.
- مجمع مكتبات بيركلي / ليكي / عشير (BLU)، يضم:
  - مكتبة بيركلي، في ميدان الزملاء. صممه باول كوراليك من ABK المهندسين المعماريين، وفرض Brutalist، افتتح في عام 1967.
  - مكتبة ليكي، المرفقة بمبنى الفنون. صممه أيضا ABK ، افتتح رسميا في عام 1978.
  - مكتبة Ussher ، تطل على حديقة الكلية. صممه مكولوف مولفين المهندسين المعماريين، افتتح رسميا في عام 2003.
  - مكتبة خريطة غلوكسمان.
  - قسم الحفظ والحفظ.
- مكتبة هاميلتون للعلوم والهندسة، الواقعة داخل مبنى هاميلتون.
- قاعة القراءة 1937 (للاستخدام في الدراسات العليا).
- مكتبة جون ستيرن الطبية (JSML)، الموجودة في مستشفى سانت جيمس.

يتم تخزين المواد الإضافية في المخازن، إما في مكان مغلق داخل الكلية أو في مستودع إيداع في ضاحية سانتري في دبلن.

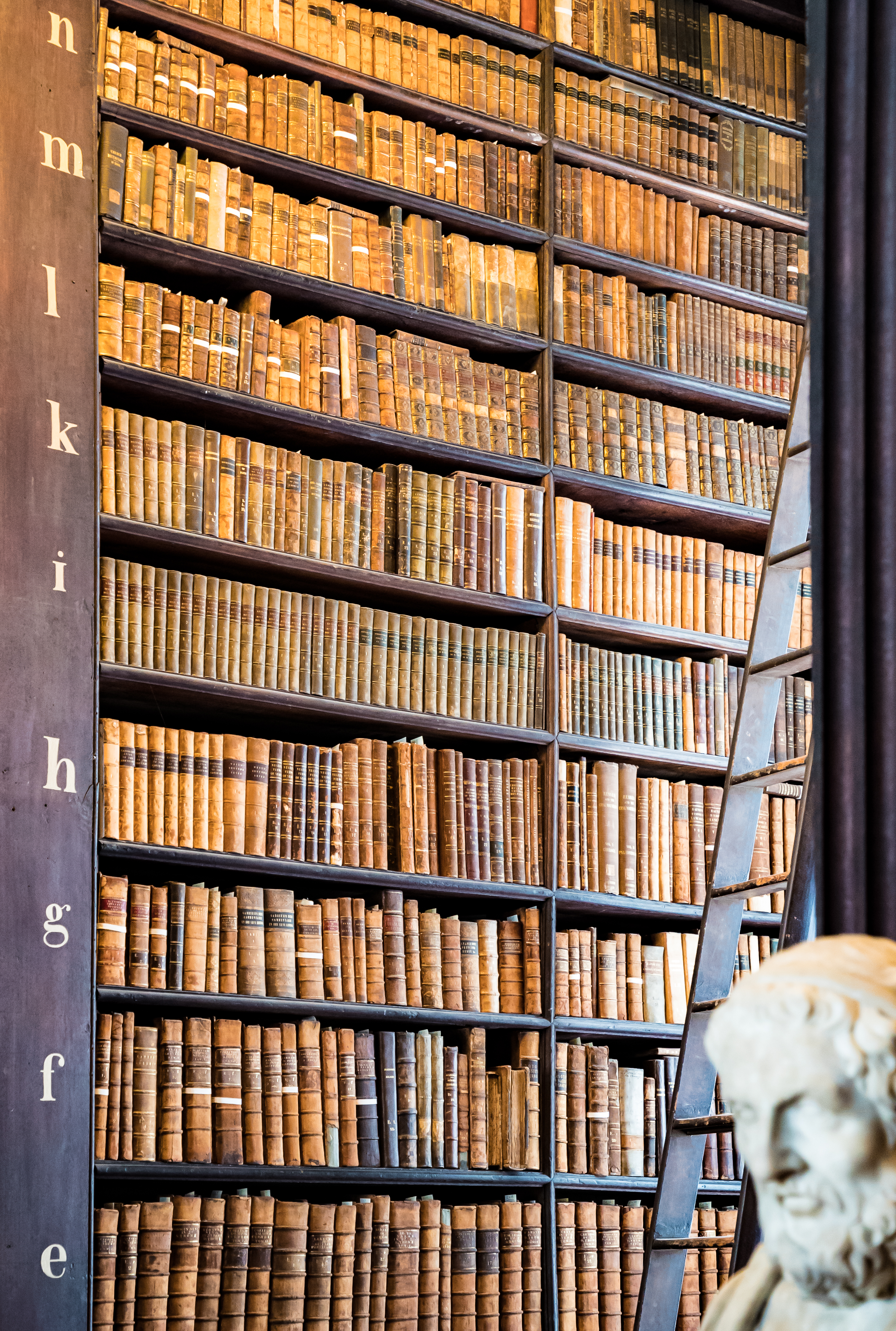
تفاصيل رفوف الغرفة الطويلة

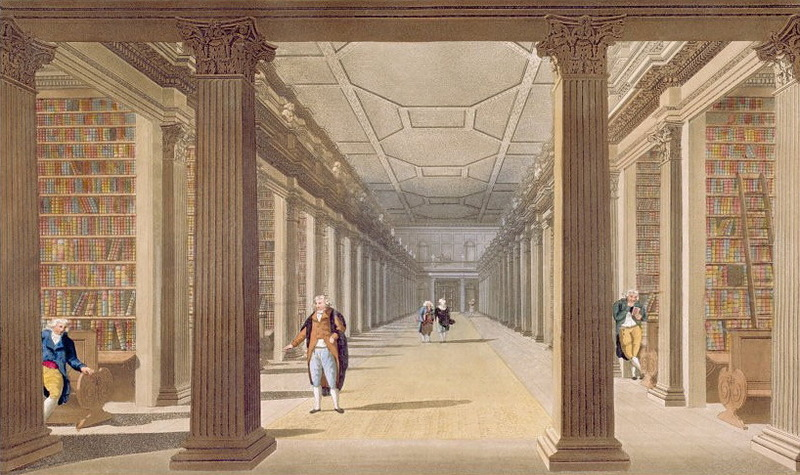
لوحة مائية للغرفة الطويلة قبل رفع السقف

## روابط خارجية
- مكتبة كلية الثالوث في دبلن
- ابحث في فهرس المكتبة
- مكتبة كلية ترينتي في دبلن في معهد جوجل الثقافي